# Fata Morgana

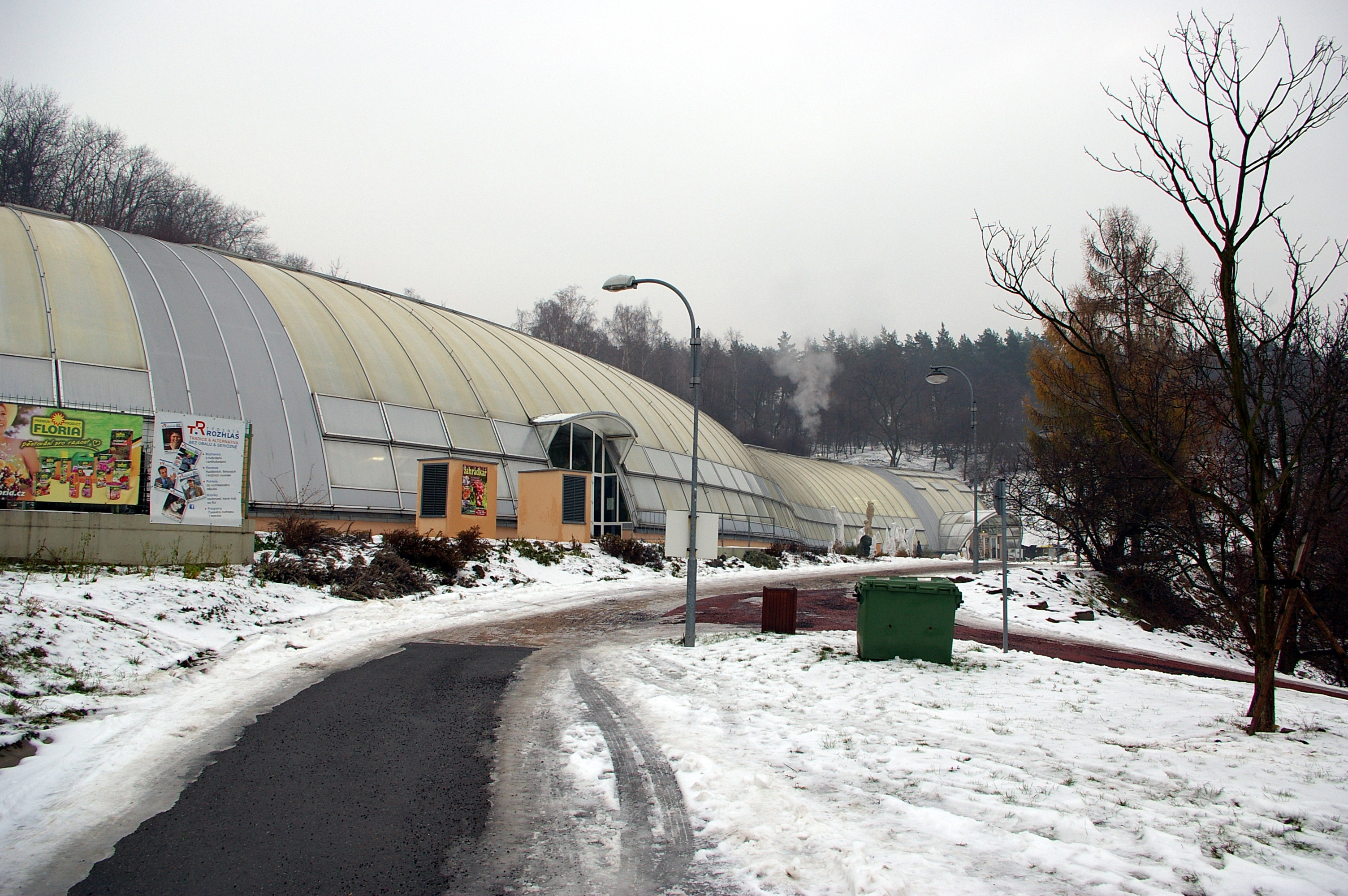
Tropický skleník Fata Morgana, prosinec 2012

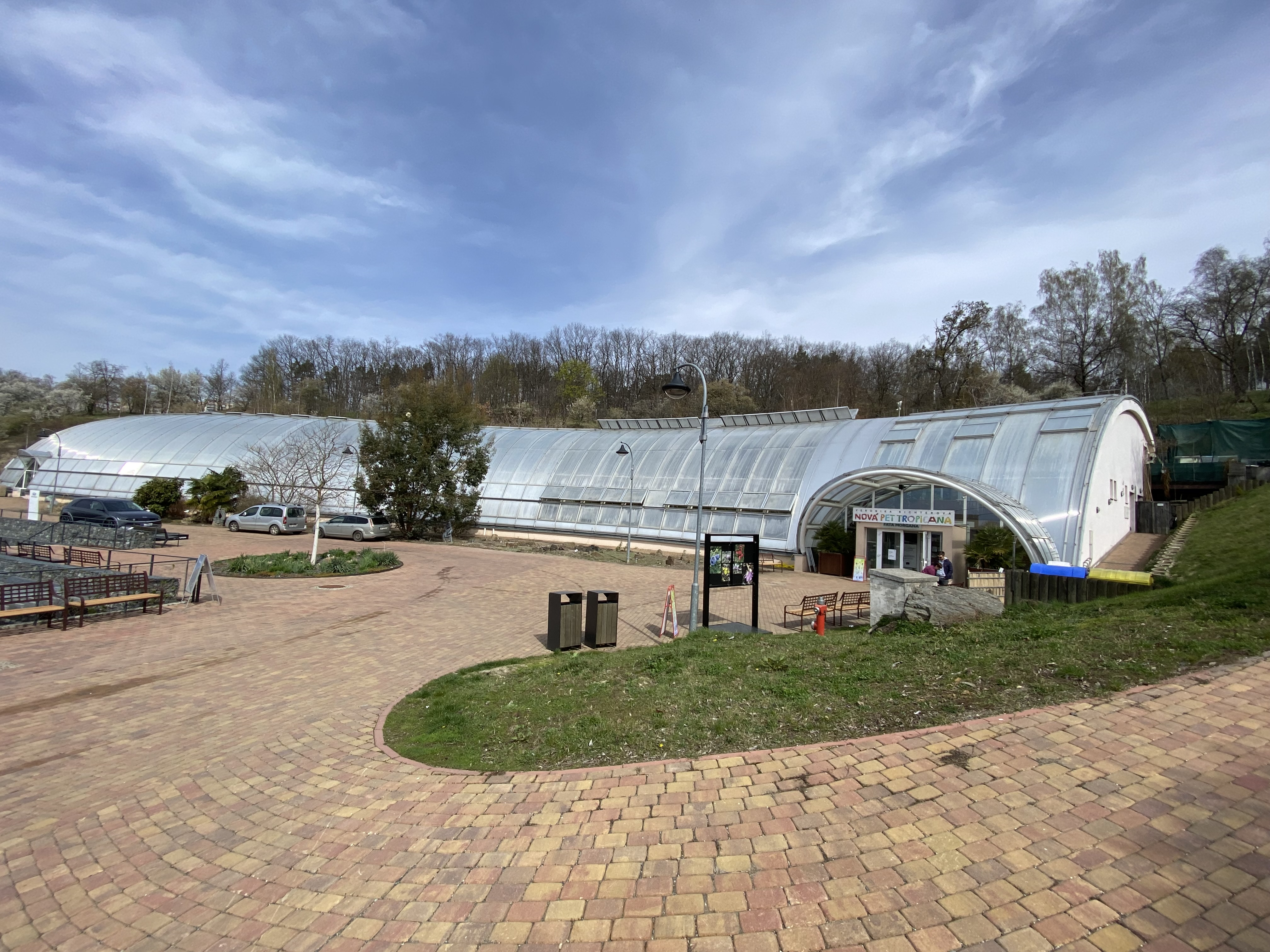
Skleník Fata Morgana, březen 2024

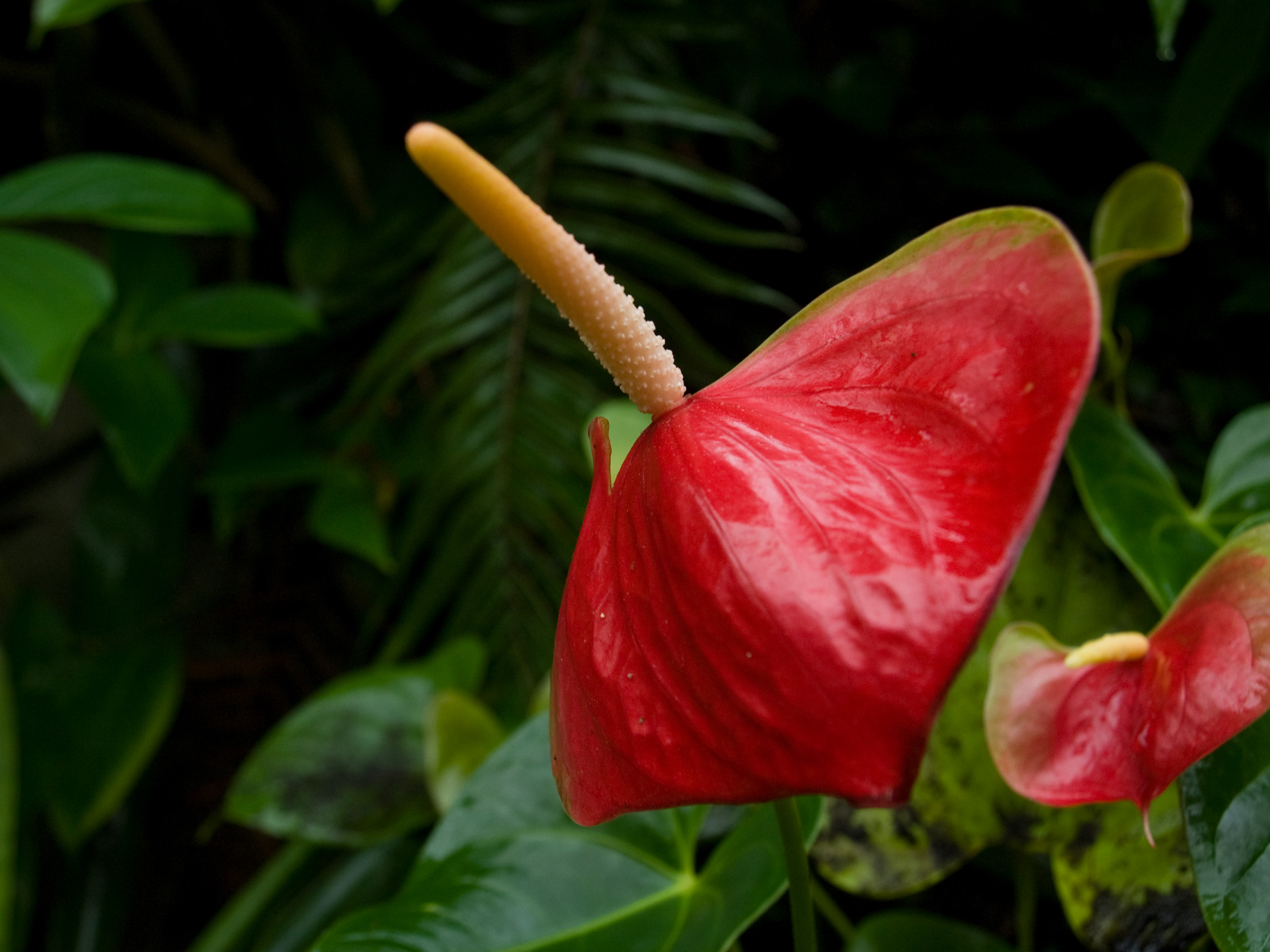
Anthurium andraeanum

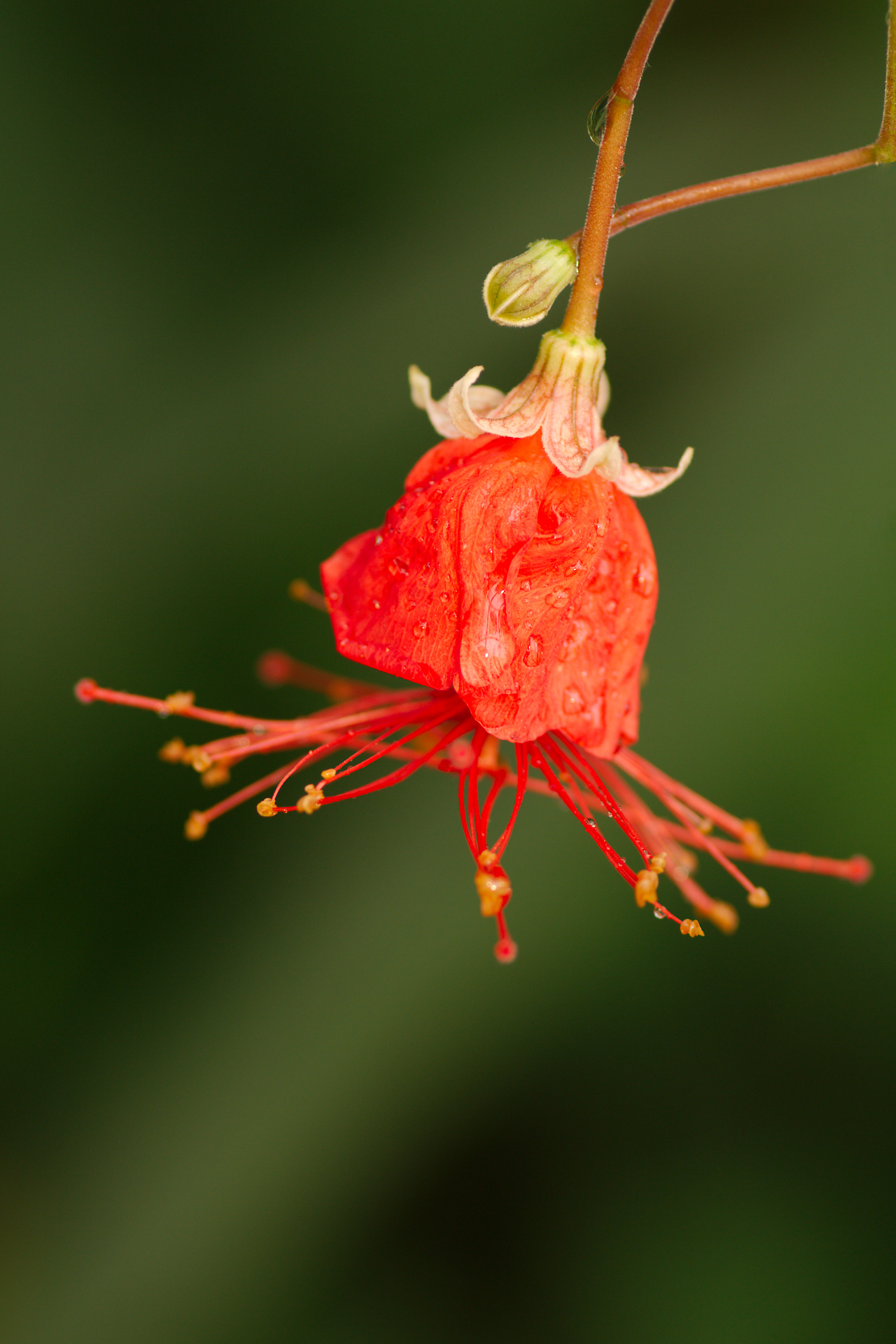
Hibiscus grandidieri

Tropický skleník Fata Morgana je součást Botanické zahrady hl. města Prahy, který se nachází mimo areál venkovních expozic na prosluněném jižním svahu trojské stráně. Moderní stavba s atypickým esovitým půdorysem je zapuštěna do skalnatého terénu. Přirozeně členitého povrchu skály, která tvoří zadní stěnu skleníku, je zde využito k terasovité výsadbě rostlin. Vzniká tak expoziční plocha o rozloze cca 1750 metrů čtverečních, která svým řešením činí z Faty Morgany evropský unikát.

## Popis
Interiér skleníku je rozdělen do tří samostatných částí s rozdílnou teplotou a vlhkostí vzduchu, v nichž se návštěvník postupně seznamuje s rostlinstvem tropického a částečně i subtropického klimatického pásma. Výsadby jsou členěny podle významných fytogeografických oblastí a jsou uspořádány tak, aby navodily představu přirozených rostlinných společenstev. Návštěvník se zde setkává s mnoha druhy rostlin, které jsou v příslušných oblastech běžné a zahradnicky zdánlivě jen málo významné. Jedná se i o lokalizované rostliny pořízené při expedičních sběrech, které podnikli pracovníci botanické zahrady. Kolekce těchto druhů představuje velice cenný studijní materiál.
Úvodní část expozice je věnována suchomilné vegetaci aridních (suchých) tropů a subtropů. Návštěvníka nejprve uvítá suchý australský buš a ukázka vzácné flóry z ostrova Madagaskar. Dále se seznámí s xerickou (suchomilnou) vegetací jižního Mexika a několika oblastí Afriky, mezi nimiž nejvíce zaujme kapský Namaqualand a Little Karoo. Prostřední a současně největší část skleníku představuje nížinný deštný les humidních (vlhkých) tropů. Se sukulentní částí je spojen podzemní štolou raženou ve skále, na jejímž konci se po obou stranách otevírá pohled do dvou velkých sladkovodních akvárií obydlených množstvím tropických ryb a jiných živočichů. Jedná se vlastně o sladkovodní jezírko rozdělené proskleným tunelem na dvě poloviny. Pravá strana představuje vodní říše tropů starého světa, levá podvodní přírodu Jižní Ameriky. Celkový obsah vody v nádrži je 220 000 litrů, což z ní dělá největší rostlinami osázené sladkovodní akvárium na světě, přístupné veřejnosti. Nádrž je navíc unikátní svou rybí obsádkou – pohromadě zde žijí malé i obrovské ryby podobně jako v přírodě. Největší část tropického lesa je tvořena rostlinným společenstvem Jižní Ameriky a vybraných středoamerických lokalit, další části jsou vyhrazeny flóře Austrálie a Oceánie, Afriky a Madagaskaru, Vietnamu, Sundských ostrovů a Filipín. Návštěvník může pozorovat život v tropických jezerech, tentokrát shora nad jejich hladinou, nebo se může na chvíli pozastavit na vyhlídkové terase a za zvuku blízkého vodopádu vnímat atmosféru pralesa. Poslední, chlazená část skleníku přibližuje drsné prostředí vysokých hor. Zastoupeny jsou zde rostliny amerických And, horských oblastí pevninské i ostrovní Asie a subtropické jižní Afriky. Centrální část expozice je věnována vzácné vegetaci stolových hor Venezuely, formaci tzv. tepuí.
Výlet tropickou přírodou lze zrealizovat v Troji celoročně. Pozoruhodné tvary rostlin, roztodivné barvy a zajímavé struktury porostu se neustále mění; rozkvétají rozmanité typy květů, a přibývají i nové druhy rostlin. Návštěvníkovi je poskytnuta procházka přes exotické hory, lesy a polopouště v jakoukoliv roční dobu.

## Klima ve skleníku
Tabulka klimatu ve skleníku:
|                     | Sukulentní část | Nížinná část | Horská část |
| Denní teplota [°C]  | 20–30           | 22–30        | 18–25       |
| Noční teplota [°C]  | 16–20           | 20–26        | 10–15       |
| Vlhkost vzduchu [%] | 35–55           | 90–95        | 80–90       |

## Galerie

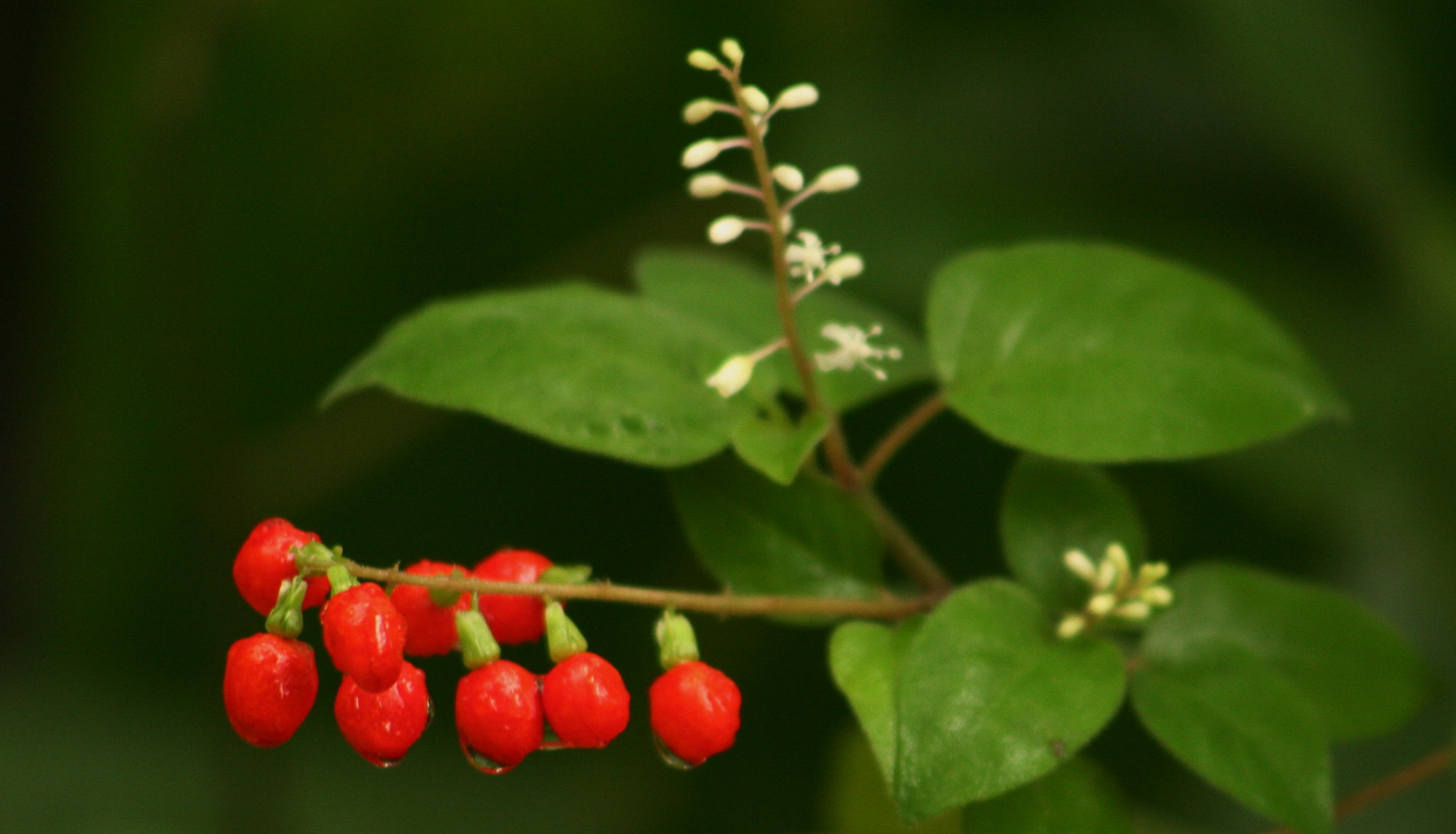
Rivina humilis
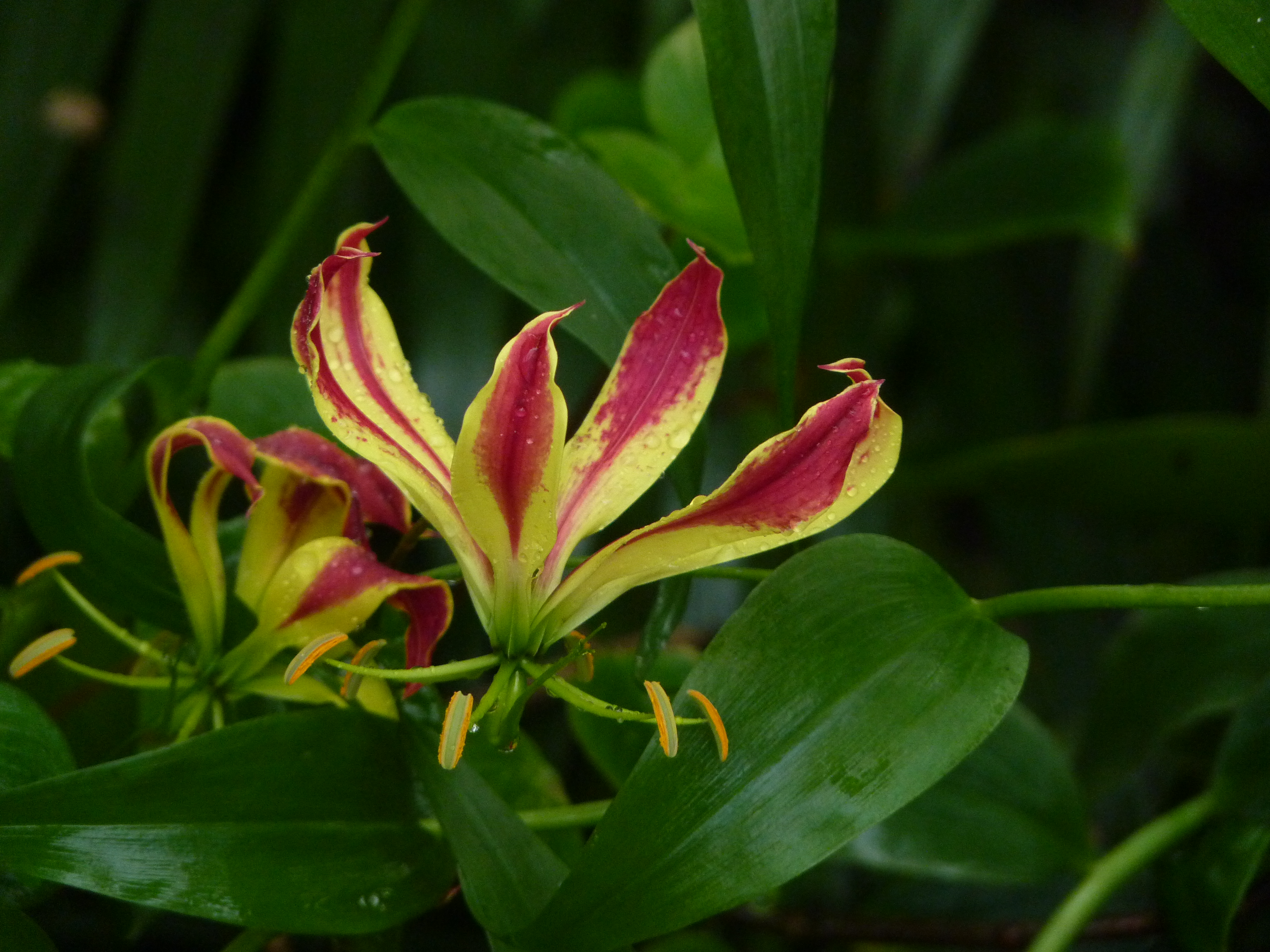
Gloriosa superba
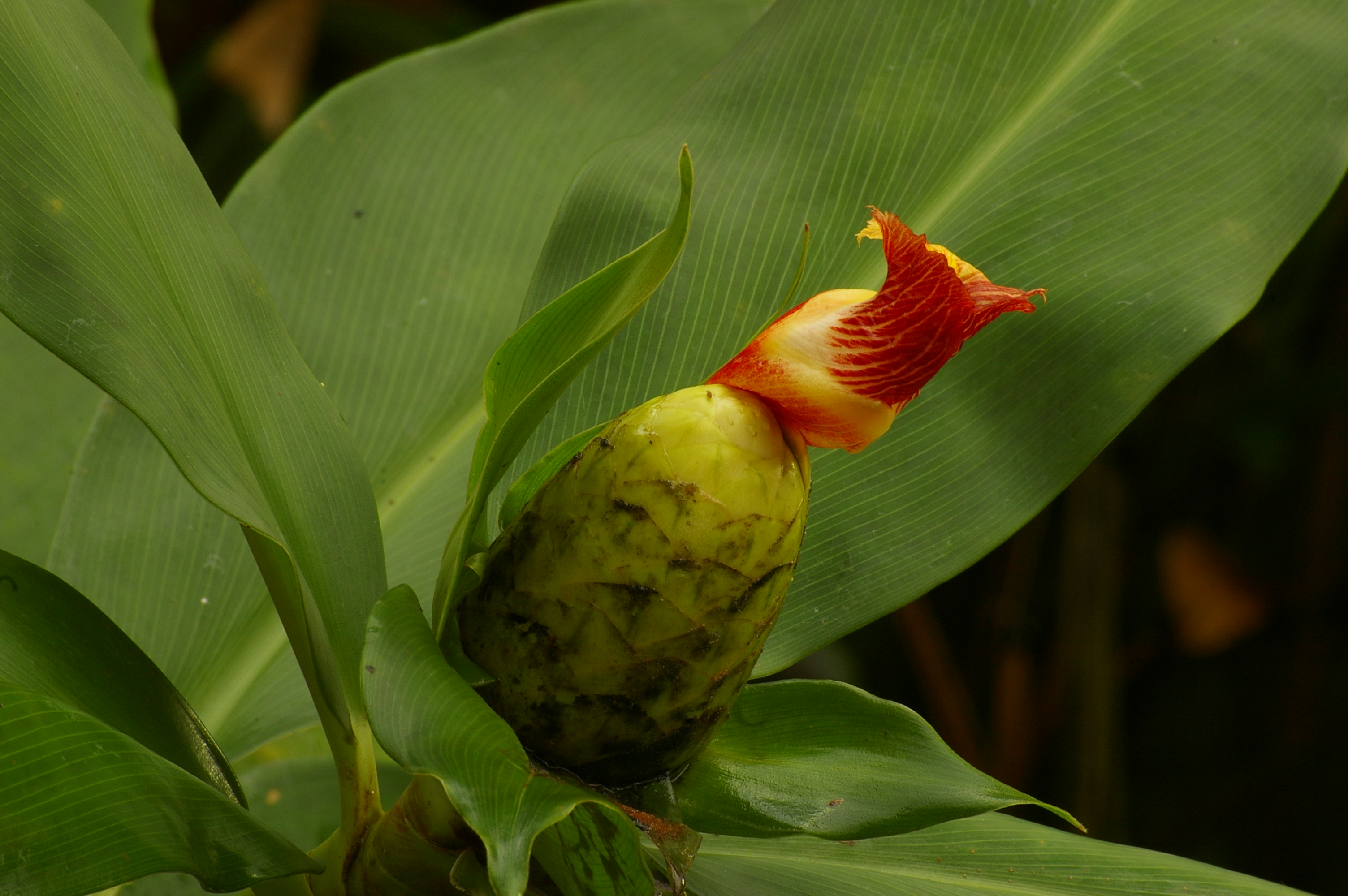
Costus
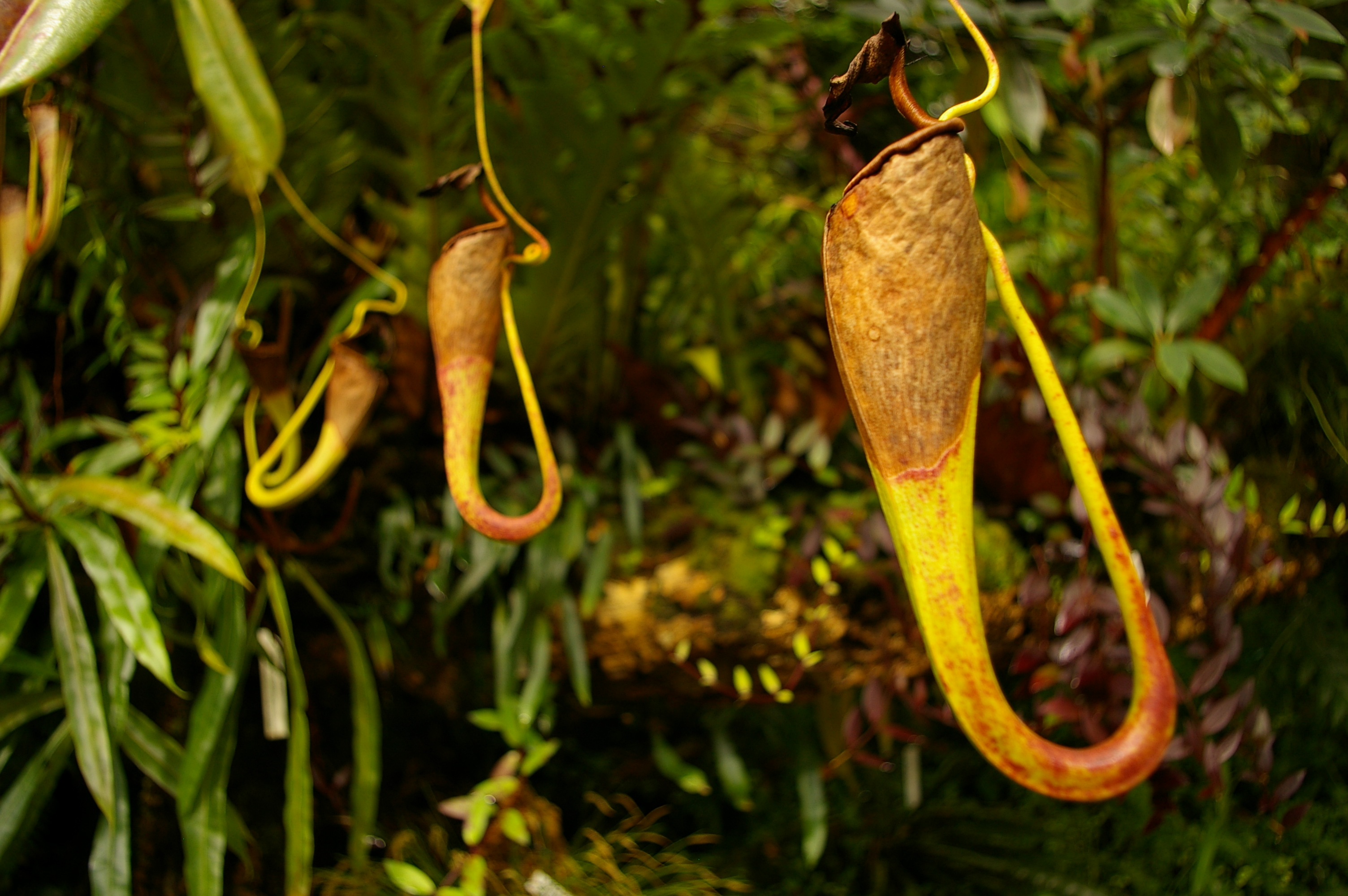
Nepenthes eymae
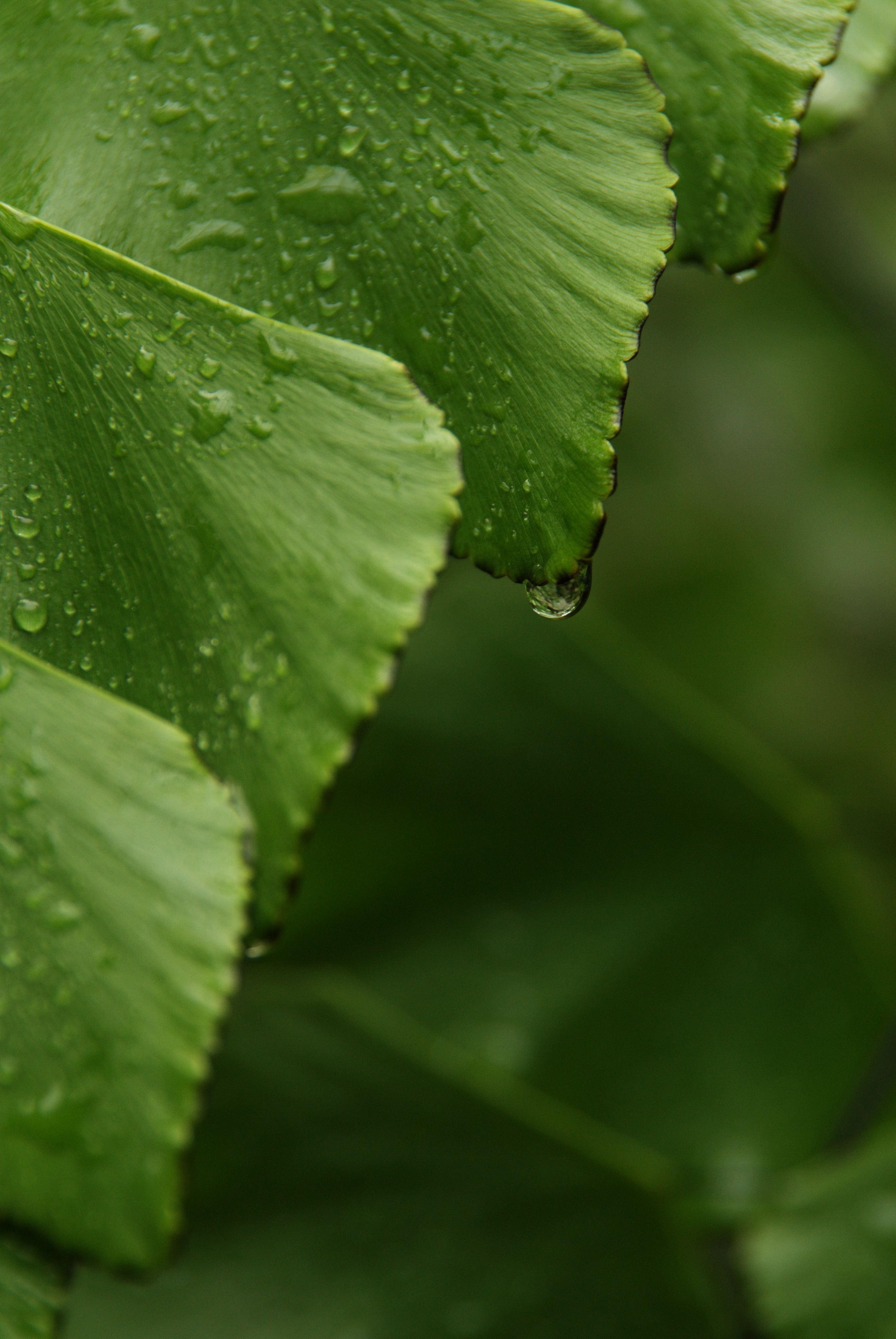
Adianthum peruvianum
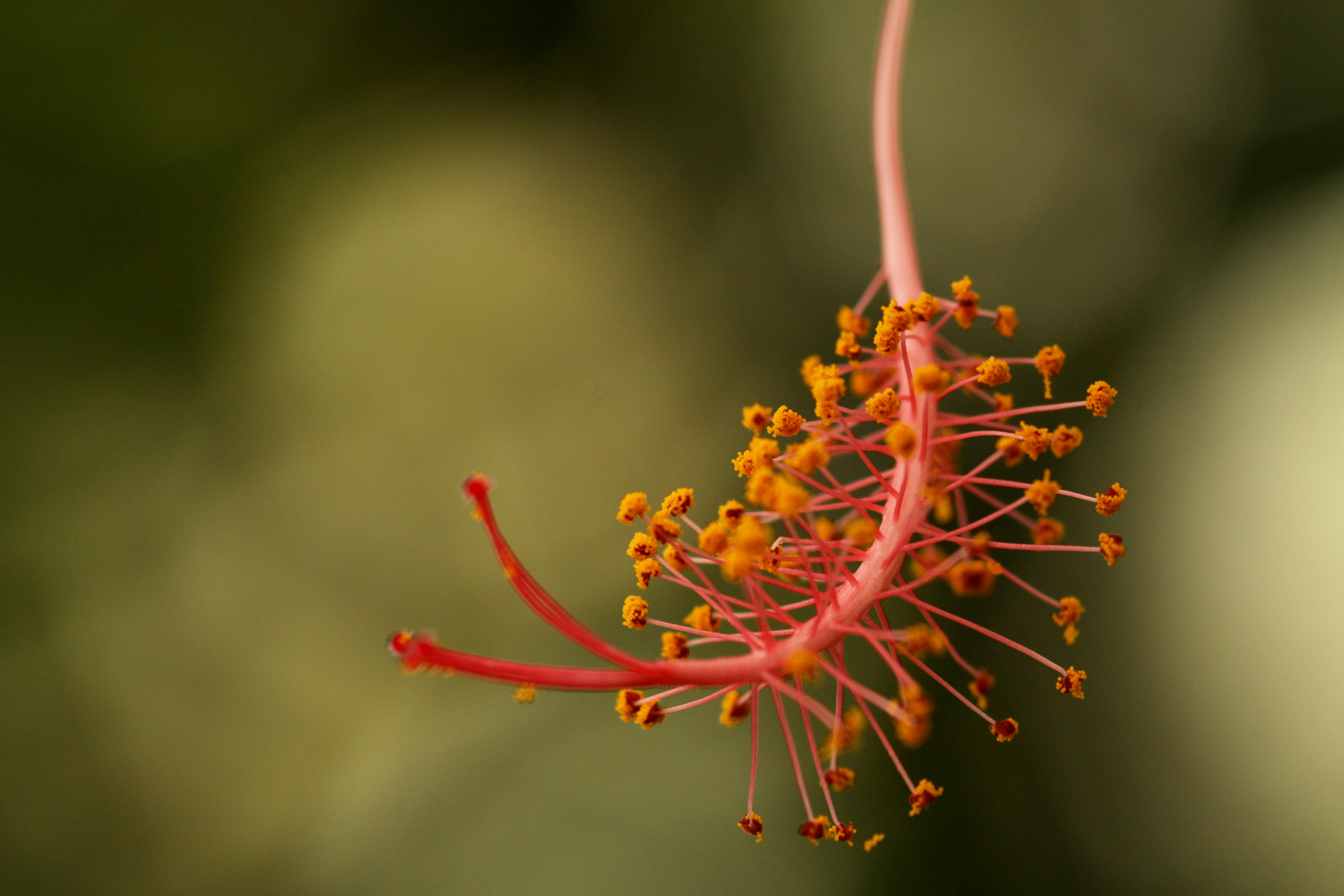
Detail květu Ibišku dřípeného (Hibiscus schizopetalus)
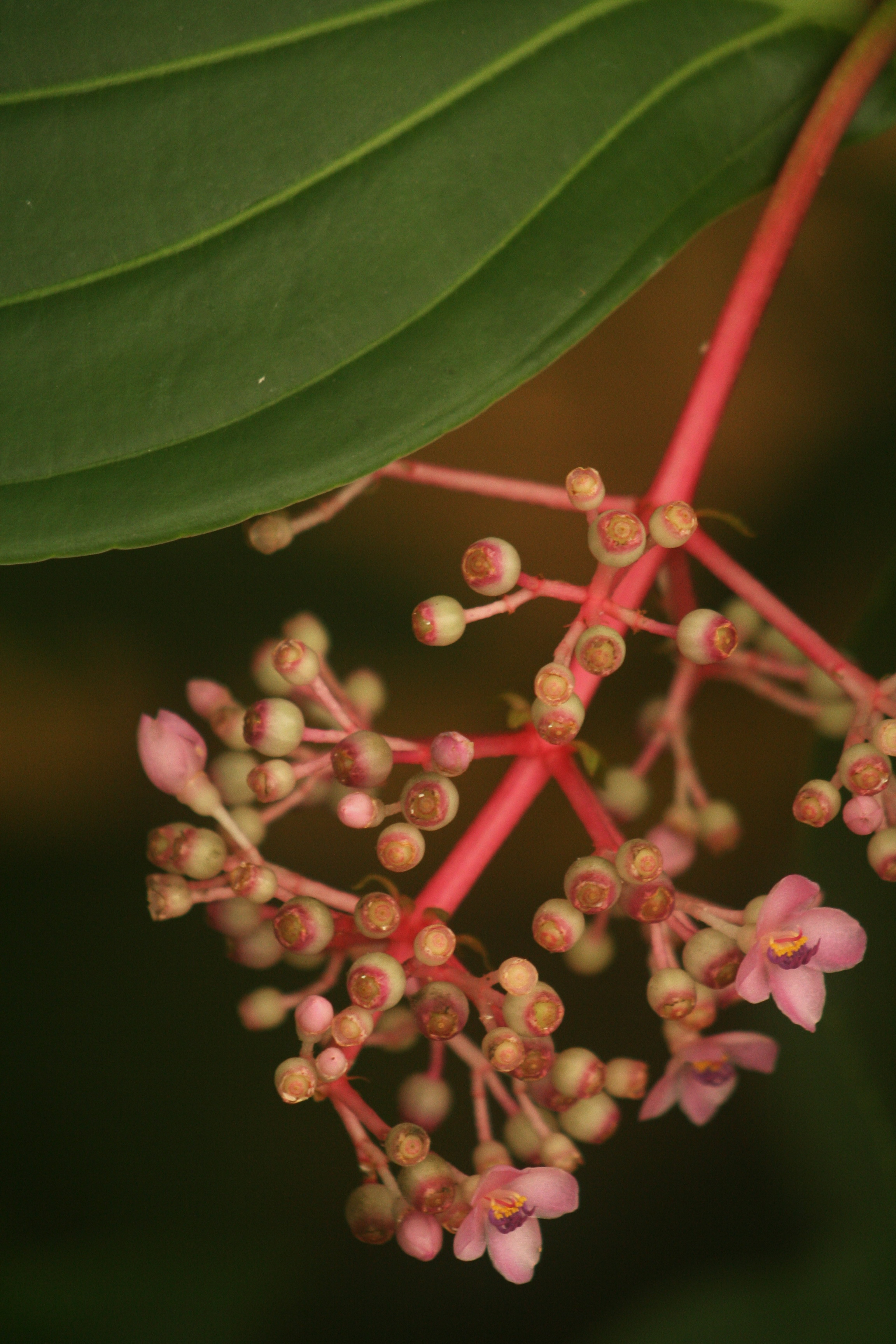
Medinilla speciosa
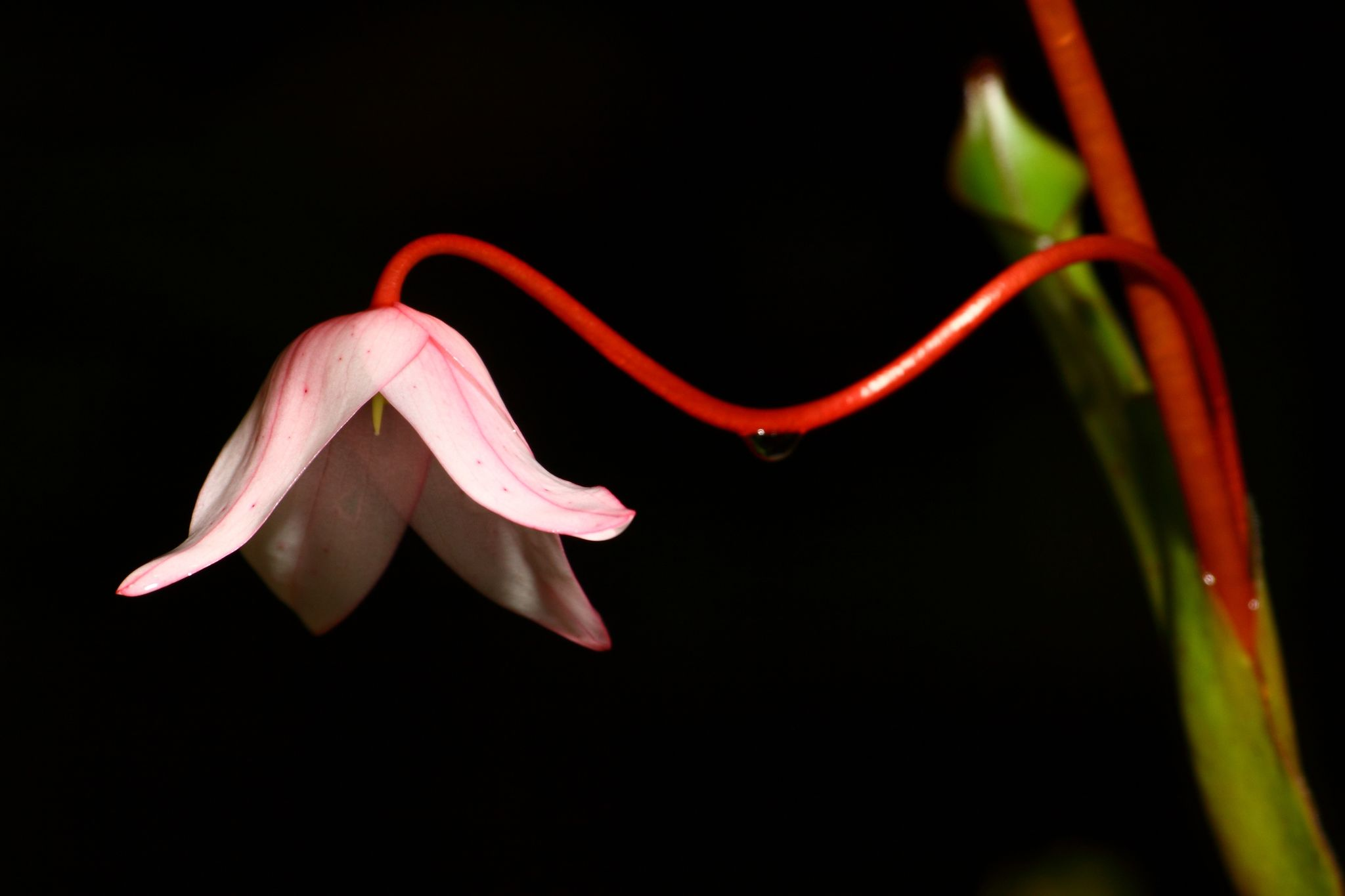
Heliamphora sp.
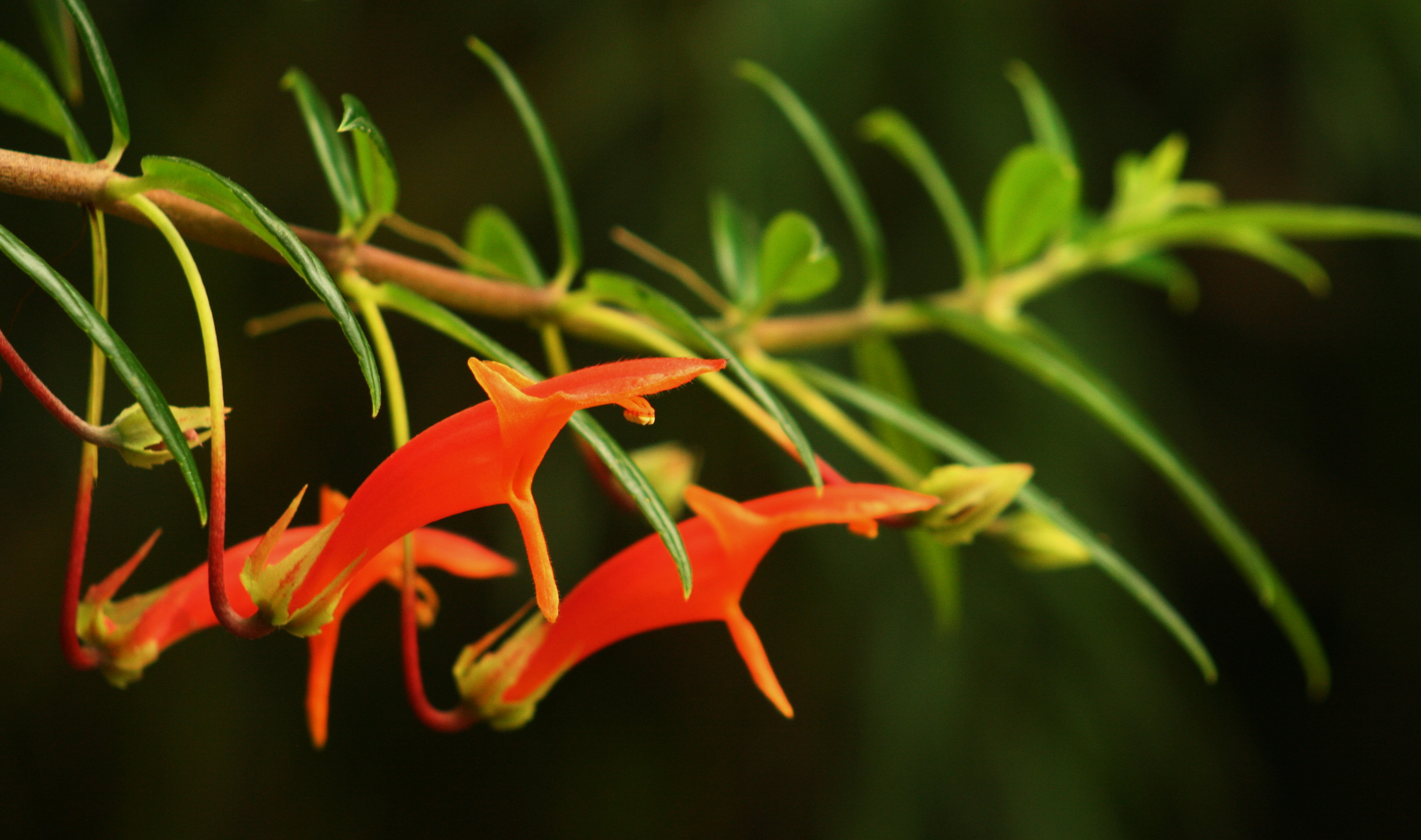
Columnea glabra

## Výstavba
Skleník byl postaven v letech 1996 až 2003. Celkové náklady na výstavbu skleníku neměly přesáhnout 20 milionů korun, ale nakonec se vyšplhaly na více než 200 milionů korun. Realizaci provázela mnohá pochybení, podezřelé okolnosti a dokonce nezákonné postupy. Za stavbu bez stavebního povolení byla v roce 2001 stavebním úřadem vyměřena Botanické zahradě pokuta půl milionu korun. Roční provozní náklady byly v roce 2003 deset milionů korun. Celková cena je často poměřována s cenou skleníkového komplexu v Botanické zahradě Liberec s dvojnásobnou plochou, který byl postaven v letech 1995–2000 za necelých 50 milionů korun.